# Blanca Vilá
Blanca Vilá Costa (Barcelona, 29 de abril de 1951) es una jurista española especialista Derecho Internacional de los derechos humanos y políticas de género. Fundó el Instituto Universitario de Estudios Europeos y es autora de publicaciones sobre derecho interregional e igualdad hombre mujer en la Unión Europea.

## Trayectoria
Vilá estudió derecho en la Universidad Autónoma de Barcelona (UAB)y se licenció el 30 de octubre de 1972. Prosiguió su formación y es doctora en Derecho desde 1977 por la misma universidad de Barcelona con la tesis El abuso de posición dominante en el derecho comunitario de la competencia mercantil, que obtuvo el Premio Extraordinario de Doctorado de la UAB del 1977-78.  Desde 1990 es catedrática en la Universidad Autónoma de Barcelona de Derecho internacional privado y de la cátedra Jean Monnet  de Derecho de la Unión Europea. Desarrolla investigación jurídica sobre derecho comunitario, internacional y comercio. Es autora de más de cien publicaciones en temas de derecho internacional, políticas de género y derecho de la Unión  Europea.
De 1987 a 1990 fue vicerrectora para asuntos europeos en la UAB, desarrolló programas de intercambio de estudiantes como ERASMUS y proyectos europeos de investigación coordinados por la Comisión Europea. Participó en gestión de fondos estructurales como los FEDER. Es una experta europea en armonización legislativa y evaluadora de varios programas europeos entre los años 2008 y 2012.
Fue asesora en Bruselas, desde 1994 a 1997 en el Servicio Jurídico de la Comisión Europea, examinando los proyectos de normativas comunitarias y realizando dictámenes jurídicos, siendo responsable en los temas de derecho del mercado interior y ayuda humanitaria de la Comisión Europea.
Vilá fundó el Instituto Universitario de Estudios Europeos en 1985 junto a los profesores Clavera, Bacaria, Borràs y Argullol, del que fue directora en el periodo de 1992 a 1994 y de 2009 a 2012. Colabora y es miembro de asociaciones como la Asociación Española de Profesores de Derecho Internacional y Relaciones Internacionales o la Asociación Española para el Estudio del Derecho Europeo, entre otras.

## Publicaciones seleccionadas
- 1979 El abuso de posición dominante en el derecho comunitario de la competencia mercantil, Madrid, Instituto de Administración Pública, 372 págs.[7]
- 1993 Lecciones de derecho comunitario europeo, en colaboración. Editorial ariel.[8]
- 2003 - 2012 El Derecho del Mercado Interior (una aproximación metodológica, una reflexión constitucional), Sil.labus.